# Autopsie psychologique
L’autopsie psychologique est une méthode d’investigation post mortem qui sert à établir les circonstances d’un décès soit par suicide, par homicide ou par mort suspecte. C’est à la fois un outil clinique, un outil de recherche et un outil de prévention qui permet de récolter, un maximum d’informations sur le sujet, les circonstances d’un décès et mettre au jour les raisons du suicide dans le but de réaliser une analyse de facteurs de risques et mettre en œuvre des plans de prévention du suicide.

## Histoire
De plus, le concept d’autopsie psychologique a été évoqué dans les années 1920-30 à la suite de la Grande Dépression aux États-Unis. Une vague de suicide incita les scientifiques, de cette époque, à s’intéresser aux causes du suicide. Toutefois, c’est en 1958 qu’Edwin S. Shneidman consolida pour la toute première fois le terme d’autopsie psychologique. Shneidman, psychologue clinicien américain, se consacre à l’étude du suicide et de la thanatologie au « Centre de prévention du suicide » de Los Angeles. Cette méthode fut acceptée dans les années 1960 pour son approche caractéristique mentale et psychosociale des victimes de suicides.

## Objectifs
C’est dans le but de comprendre dans quelles circonstances et dans quel état d’esprit la victime se trouvait au moment de passer à l’acte que l’autopsie psychologique va être utilisée. De plus, elle peut également contribuer à dresser une liste de facteurs de risque.

### Objectifs primaires et fondamentaux de l’autopsie psychologique
Selon Agnès et al. (2005, p. 3), certains objectifs fondamentaux doivent être adoptés, tel que : 
- Identifier et expliquer les raisons du suicide.
- Évaluer les facteurs de risque suicidaire que présentait la personne décédée.
- Comprendre la motivation psychologique ou philosophique de l’option du suicide.
- Accumuler des données pour mieux comprendre le comportement suicidaire, dans une démarche de prévention.
- Évaluer l’implication d’un tiers dans le processus suicidaire.
- Disposer d’un outil de recherche pour aider à la compréhension et à la prévention du suicide.
- Disposer d’un outil thérapeutique permettant d'aider les survivants d’un suicide.

## Formation
D’une part, il n’existe pas de formation à proprement parler, mise à part avoir une formation médicale telle que médecin, psychiatre, etc. Cependant, il est important, afin de bien pratiquer l’autopsie psychologique, d’avoir une qualification et une expérience acceptable dans le domaine médical et psychologique. Autrefois, les autopsies psychologiques étaient pratiquées par les coroners ou les spécialistes médico-légales, mais aujourd’hui, les entretiens se font par l'intermédiaire de psychologues ou de psychiatres. Il peut arriver que certains travailleurs sociaux ou même infirmiers pratiquent ces entretiens. Il est recommandé afin de faire les entretiens ou les recherches d’avoir un ou des intervenants expérimentés tant dans la recherche (les méthodes de recherches en psychologie) ainsi que dans la psychiatrie.

### Champs d'études
D’autre part, Desaive (2016, p. 89) indique que l’autopsie psychologique est pratiquée non seulement dans le domaine de la recherche, mais aussi dans d’autres secteurs. Dans le domaine juridique, elle est utilisée dans le but d’établir le caractère suicidaire d’un décès. Grâce à cette expertise, l’état mental de la victime au moment des faits est établi ainsi que l’enchaînement des événements qui ont conduit aux suicides dans l’intention de définir une éventuelle responsabilité d’un autre tiers. De cette façon, son but est de faire la différence entre un suicide volontaire et involontaire , et permettre d’avoir un lien causal entre un suicide et un événement externe. De plus, l’autopsie psychologique est utilisée dans le domaine militaire. Sa standardisation stricte permet de traiter les cas de suicide dans l’armée.

## Méthodologie
Dans ce type de recherche, il n’existe pas, encore aujourd’hui, de « protocole standardisé ». Cependant, il y a des paramètres qu’indique Agnès et al. (2005, p. 3-4) à ne pas négliger afin d’avoir une bonne autopsie psychologique comme :  
- Définition des hypothèses primaires.
- Délimitation de la zone de recrutement dans le temps et l’espace.
- Définition précise de ce qui sera considéré comme un suicide (avec le certificat de décès [NASH][3] par exemple).
- Description des qualifications cliniques et de la formation des interrogateurs.
- Protocole d’entretien standardisé avec un outil statistique pour augmenter la concordance, interjuges.
- Discussion détaillée sur la manière de concilier des informations contradictoires.
- Avertissement sur le nombre de cas où les données sont manquantes ou insuffisantes pour en tirer une conclusion.
- Référence de l’outil diagnostique utilisé, si l’étude aborde la question d’un diagnostic (DSM-V et CIM-10).
- Sélection d'un ou plusieurs groupes de contrôle.
- Définition de ce qu’est un « bon » informateur.
- Définition du nombre minimum d'informations par cas.
- Description de la manière dont les informateurs sont contactés, puis avertis de la nature de l’étude.

### Sources d'informations
D’une part, Agnès et al. (2005, p. 3) indique que le moment de contact varie selon le professionnel et selon les informations nécessaires. Les spécialistes (psychologues, psychiatres, etc.) ont besoin de récolter certaines informations auprès des proches de la personne suicidée ou même d’autres professionnels. En général, les informations venant d’autres spécialistes sont recueillies de façon plus rapide, tandis qu’il est préférable de prendre contact avec les proches de la personne suicidée entre 2 et 6 mois après le décès. Trois sources principales d’informations sont utilisées: 
- Les enquêtes judiciaires médico-légales (coroner).
- Les données médicales obtenues auprès du médecin traitant ou de praticiens hospitaliers.
- Et l’entretien avec les proches (conjoint, enfants, amis, etc.) de la personne suicidée.

#### Conduite des entretiens
D'autre part, les entretiens se déroulent en général à la maison du proche ou bien en terrain neutre comme dans un cabinet du médecin. Il n’y a pas de durée fixe aux entretiens, mais en général l’investigateur mentionne qu’elle peut être d’une durée de 5 h ou moins. Afin de maintenir une certaine structure, l’enquêteur utilise un style d’entretien semi-structuré, cela permet de garder une direction clinique, mais en même temps, laisse la place à la personne interviewée d'être libre de ses émotions psychologiques. Le plus souvent, l’enquêteur va poser des questions ouvertes afin de permettre l’entrée de questionnements plus précis. Il est déconseillé d’abuser de prise de notes, il est essentiel de faire preuve d’empathie et d’écoute lors de l’entretien, il est donc recommandé d'utiliser l'enregistrement, afin de ne pas oublier quelques informations importantes. Parfois, les proches vont demander des pauses ou un arrêt pendant l’entretien s’il en sent, le besoin et l’enquêteur se doivent de respecter ce choix. Les sources d’informations peuvent varier selon les pays et leur législation.

## Zones géographiques
Ensuite, l’autopsie psychologique a été, jusqu'à maintenant, développée dans une quinzaine de pays et dans différentes cultures telles que l’Amérique du Nord, l’Europe du Nord, l’Australie, la Nouvelle-Zélande, l'Israël, Taiwan et l’Inde. Dans d'autres pays, par exemple en France, elle est en cours de développement.

## Recherches
Dans la recherche, Desaive (2016, p. 82) mentionne que l'approche quantitative est souvent adoptée individuellement. En suicidologie, elle est le « gold standard” des explications sur le phénomène du suicide. Cette démarche se base sur l’adaptation au stress, aux facteurs de risque et de protection, mais elle oublie de prendre en compte les contextes physiques, économiques, sociaux et culturels. C’est pourquoi, dans la suicidologie, les chercheurs utilisent, en plus de la recherche quantitative et la recherche qualitative, ce qui va permettre de connaître la vision de la réalité du suicidé.
Selon Agnès et al. (2005, p. 103), les recherches sur l'autopsie psychologique sont “complexes et multidimensionnelles”. D’après Desaive (2016, p. 81), la recherche est en constante évolution, et les critères d’investigations sont revus (dernière en 2006) et continuent d’évoluer. De plus, elle dresse un profil psychologique en intégrant les données médicales, historiques et environnemental ainsi permettant de reconstituer la chaîne d’événements ayant conduit au décès par suicide.
En général, les études se concentrent sur les dimensions psychologiques et sociales de la personne suicidée, mais les scientifiques s'intéressent de plus en plus à la dimension biologique. En effet, bien qu'elle soit encore très peu nombreuse, l'investigation biologique permet de mettre à jour les vulnérabilités génétiques dans l'étiopathologie des conduites suicidaires. L'autopsie psychologique pourrait favoriser une ouverture auprès des proches du défunt afin d'accorder leur autorisation pour le prélèvement de tissus organiques comme le cerveau ainsi que le sang ou le liquide céphalo-rachidien. Au Québec, l'Institut universitaire en santé mentale Douglas contribue à l'investigation du suicide et des troubles mentaux avec leur banque de plus de 3000 cerveaux, dont quelques-uns, venant des autopsies psychologiques qui ont été effectuées.
Kenneth R. et al. (2011) propose d'utiliser l'autopsie psychologique dans le contexte du suicide chez les personnes âgées, car ce groupe est statistiquement reconnu pour être plus susceptible de suicide. En effet, il considère qu'il serait important d'agrandir nos connaissances sur les facteurs de risques du suicide en gériatrie afin d'implanter une meilleure prévention. De plus, l'étude dans l'article "Le masque du suicide" évoque que les personnes âgées sont plus adeptes de la dissimulation, ce qui rend plus difficile de restaurer le parcours de vie du défunt. Dans cette recherche, les chercheurs se sont basés sur trois objectifs à l'emploi de l'autopsie psychologique:
- Explorer le phénomène de la dissimulation et du suicide dans les récits des survivants.
- Examiner la différence d'âge et sexe des suicidés.
- Examiner les différences entre les informateurs (la relation des proches ou des plus éloignés).

## Validité et crédibilité des données
Toutefois, il arrive dans la méthode de l’autopsie psychologique qu’il y a certains biais. Certains professionnels reprochent le manque de standardisation soit dans le plan d’entretien ou même en ce qui concerne la fiabilité du diagnostic psychiatrique avant les faits. Il n’y a pas non plus de définitions univoques du suicide. La crédibilité des proches est parfois critiquée, car étant encore sous l’émotion, il peut y avoir des oublis ou méconnaissances dans les événements, de l'exagération et même de l’idéalisation du défunt. Parfois, il existe des rapports “timides” entre les professionnels que le partage d’information n’est pas convenablement fait.
Pour conclure, l'autopsie psychologique est de plus en plus appréciée auprès des spécialistes de la santé, mais aussi en recherche. Elle apporte une meilleure compréhension du décès par suicide et ainsi susciter l'amélioration de la prévention auprès de tous les groupes d’individus d’une société.